# Peter Thimister
Peter Thimister (nascut el 9 de maig de 1886 a Aquisgrà; mort el 1975 a Berlín ) va ser un arquitecte alemany. Va treballar principalment a Berlín durant la primera meitat del segle XX. Thimister va ser membre de l'Associació d'Arquitectes Alemanys (BDA) i va donar forma a l'arquitectura berlinesa d'entreguerres amb edificis residencials que anaven des de la modernitat reformista social fins a la representació de les classes altes.

## Vida
Peter Thimister va néixer a Aquisgrà, sisè fill d'una família d'artesans. El seu cognom fa referència a la ciutat belga de Thimister, a Valònia. Després de la seva escolarització, va completar una formació pràctica en construcció, treballant amb Friedrich Pützer, entre d'altres. Cap al 1908, Thimister es va traslladar a Berlín, on va treballar temporalment amb altres aquisgrans i més tard amb arquitectes destacats com Ludwig Mies van der Rohe, també nascut a Aquisgrà el mateix any que Thimister.
Va participar en concursos per al moviment de les ciutats jardí i va viure en una de les rares "Einküchenhäuser" (cases d'una sola cuina) de Hermann Muthesius a Berlín-Lichterfelde, un model d'habitatge avantguardista sense cuina als apartaments i on una cuina-menjador gestionada centralment dins d'una casa d'apartaments substituïa les cuines dels apartaments individuals. El concepte es basava en les idees de l'activista pels drets de les dones i socialdemòcrata Lily Braun. Juntament amb el seu amic, l'arquitecte Ferdinand Goebbels, va dissenyar una ampliació per a aquest complex el 1911.
De 1912 a 1913, Thimister va estudiar amb Bruno Paul a l'institut d'ensenyament del Museu d'Arts Decoratives de Berlín. Els seus primers edificis notables al districte berlinès de Dahlem van ser construïts en l'estil de Paul, incloent-hi la neoclàssica Villa Philipp (1912) i la Casa Gerstel (1913 a 1914). Aquests edificis combinen el llenguatge formal clàssic amb la sobrietat i la qualitat de vida funcional. Hermann Muthesius va publicar aquests edificis de Thimister als seus llibres.

## Obres principals
Una de les obres més importants de Thimister és la Vil·la Brinn a Berlín-Westend (1921–23), un luxós complex de vil·les d'estil neobarroc amb extensos jardins, dissenyat per a l'empresari i col·leccionista d'art Heinrich Richard Brinn. Thimister va mantenir una estreta relació personal amb el client i la seva dona Paula. Va col·laborar amb l'arquitecte paisatgista Erwin Barth en el jardí barroc. La Vil·la Brinn era veïna immediata de la casa de Marlene i Hans Poelzig. Brinn, un berlinès d'ascendència jueva, va ser obligat a abandonar la seva empresa Warnecke & Böhm després de 1933 i posteriorment va ser assassinat a Auschwitz. Els terrenys de la seva vil·la van ser arrasats posteriorment.
A la dècada del 1920, Thimister també va tractar qüestions teòriques de planificació urbana. Juntament amb el metge Heinrich Dehmel, fill del poeta Richard Dehmel, va publicar el disseny utòpic d'un "assentament de parcs en alçada" a Bauwelt el 1926, una ciutat ideal en forma d'anell amb edificis alts i una estructura d'habitatge socialment diferenciada. El disseny, influenciat pel moviment de les ciutats jardí i el debat modern sobre els gratacels, va ser àmpliament adoptat, inclòs per Ernst Neufert en la seva teoria del disseny arquitectònic. També s'hi refereix de manera elogiosa Sigfried Ebeling a la seva crítica radical de l'arquitectura moderna “L'espai com a membrana” (Der Raum als Membran, Dessau, 1926).

## Anys posteriors
Thimister va participar a l'"Exposició d'Art sense Jurat de Berlín" de 1927 amb un disseny per a l'interior d'una església expressionista. A la dècada de 1930 es va dedicar a projectes de construcció més petits. El 1935 va construir un edifici residencial, ara catalogat com a Heimatschutz (“Protecció residencial”), per al metge Albert Pomper a Berlín-Reinickendorf. El 1932, també va dissenyar el pla de la casa privada d'Erwin Barth (no realitzada). Després de 1933, també va treballar per a clients nazis, per exemple a la renovació del museu d'història local de Schwiebus, ara Świebodzin a Polònia.
Thimister va viure a Berlín fins a la dècada del 1970 i més tard es va retirar en gran manera de la vida pública.

## Significat
Peter Thimister va ser un arquitecte versàtil que va operar entre la utopia social progressista i la representació de la classe alta. La seva obra abasta des de dissenys urbans visionaris fins a l'arquitectura de vil·les dignes i expressions d'arquitectura religiosa. Va ser estudiant de Bruno Paul i es va moure en el cercle dels primers anys de Mies van der Rohe. Les obres de Thimister van ser reconegudes i publicades per contemporanis com Hermann Muthesius, Ernst Neufert i Siegfried Ebeling.